# エレナ・ブロックマン
エレナ・ブロックマン（Elena Francisca María Brockmann y Llanos、1865年2月10日 - 1946年1月26日）はスペインの女性画家である。マドリードの伝統のある美術学校、王立サン・フェルナンド美術アカデミーに19世紀に入学を許された数少ない女性画家である。スペイン全国美術展 (Exposición Nacional de Bellas Artes) に参加し、入賞した。

## 略歴
マドリードで裕福で、文化的エリートの一族に生まれた。父親は土木技術者で母親はイギリスの詩人ジョン・キーツの妹、ファニー・キーツの孫娘で、作家、バレンティン・デ・リャノス・グティエレス(Valentín de Llanos Gutiérrez)の娘だった。叔父の画家、フアン・リャノス・イ・キーツ(Juan Llanos y Keats)から絵を学んだ。エレナ・ブロックマンは曾祖母のファニー・キーツの肖像画を残している 
家族の支援もあって、マドリードの伝統のある美術学校、王立サン・フェルナンド美術アカデミーに入学を許された。その後、ローマにも旅し、人物画を得意とする画家、ホセ・ベンリューレ・イ・ヒル(José Benlliure y Gil)やホアキン・ソローリャにも学び、ソローリャから影響を受けた。また静物画家のセバスティアン・ヘサ(Sebastián Gessa y Arias)からも学んだ。 
20歳になった1887年にスペイン全国美術展に作品を出展した。1892年に出展した「サン・ファン・デ・ロス ・レイエス教会の行列(Paso de una procesión por el claustro de San Juan de los Reyes)」は高い評価を得て、シカゴ万国博覧会の展覧会にも出展された。
歴史画を描き、代表作には1895年に描かれた「アルマダの喪失の報せを受け取るフェリペ2世（Felipe II recibiendo noticias de la pérdida de la Armada）」などがある。
1905年にイギリスで出版されたウォルター・ショー・スパロー(Walter Shaw Sparrow: 1862–1940)の「Women Painters of the World」は1905年までの200人の女性画家と300点を超える女性画家の作品を掲載しているが、ブロックマンの「サン・ファン・デ・ロス ・レイエス教会の行列(」が収録されている。